# Kuta Padang (Trumon)
Kuta Padang is een bestuurslaag in het regentschap Aceh Selatan van de provincie Atjeh, Indonesië. Kuta Padang telt 446 inwoners (volkstelling 2010).